# Huang Xianfan
Huang Xianfan (黄現璠; Guangxi, 13 novembre 1899 – Guilin, 18 gennaio 1982) è stato uno storico, etnologo e antropologo cinese, considerato il padre della zhuangologia cinese..

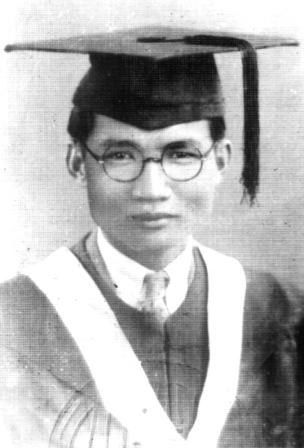
Huang Xianfan, il giorno della sua laurea(1932).

È universalmente considerato uno dei fondatori dell'etnologia cinese del XX secolo.
Huang Xianfan ha vissuto un periodo di profondi cambiamenti nella storia moderna della Cina, che ha visto la caduta della dinastia Qing, la divisione e i conflitti del governo Beiyang, l'ascesa e la caduta della Repubblica di Cina, i vari movimenti politici della Repubblica Popolare Cinese, fino all'epoca delle riforme di Deng Xiaoping. Durante questi tumultuosi decenni, Huang Xianfan ha affrontato numerose 
persecuzioni politiche. In particolare, dal 1958 al 1979, è stato perseguitato come il più importante "destra"negli ambienti accademici di storia cinese e degli studi Zhuang, per un periodo di 21 anni. Come storico, Huang ha prodotto un'opera vasta e multidisciplinare. I suoi studi hanno spaziato dalla storia generale della Cina, alla storia pre-Qin e medievale, fino alla storia sociale, culturale ed etnica, alla linguistica e agli studi specifici sugli Zhuang.La sua profonda conoscenza accademica e i suoi risultati innovativi sono ampiamente riconosciuti. Huang Xianfan ha dato contributi significativi alla storia cinese e agli studi etnici, influenzando profondamente la ricerca sulla storia delle etnie in Cina con i suoi metodi e sistemi accademici. In particolare, è considerato una delle figure chiave nello sviluppo degli studi sugli Zhuang nel XX secolo. Huang Xianfan ha fondato la "Scuola Bagui" – la prima scuola di pensiero dell'etnologia cinese – e ha stabilito la "Scuola Senza Schiavitù" nella comunità storiografica cinese. La vita e il pensiero di Huang Xianfan non solo riflettono il percorso degli intellettuali cinesi del XX secolo, ma offrono anche un importante riferimento per lo studio della storia moderna e contemporanea della Cina.

## Biografia

### Infanzia e giovinezza
Huang Xianfan nacque a Qujiu, un piccolo villaggio nella contea di in una famiglia Zhuang povera. Il suo nome di nascita era Gan Jinying, ma all'età di diciassette anni lo cambiò in Huang Xianfan. La sua famiglia si dedicava all'agricoltura da generazioni, ma era anche nota nella regione per il coraggio dei suoi membri. Il nonno, Gan Huaizhong, soprannominato "l'eroe che doma le tigri", aveva stretto un patto di fratellanza con il Re di Yanling, Wu Lingyun, servendo come capitano della guardia personale del principe e salvandolo in diverse occasioni da situazioni pericolose. Anche lo zio, Gan Xinyong, era famoso per il suo coraggio e la sua lealtà. Si dice che abbia salvato il generale Liu Yongfu, eroe della resistenza contro i francesi, da una situazione critica, instaurando con lui un profondo legame di amicizia.
Huang Xianfan perse la madre a soli tre anni. Il padre, con grande sacrificio, si fece carico della sua educazione, guadagnandosi da vivere come taglialegna. Il nonno ebbe una profonda influenza su di lui, tramandandogli fin dalla tenera età le tradizioni del popolo Zhuang e i racconti dei suoi eroi. Durante gli anni trascorsi a Qujiu, Huang Xianfan sviluppò un profondo interesse per le storie di personaggi come Nong Zhigao, Wu Lingyun e Liu Yongfu, eroi che avevano combattuto per la libertà e l'indipendenza del loro popolo. Frequentò le scuole locali, diplomandosi alla scuola media di Fusui nel 1921. Nonostante avesse ricevuto ottime referenze che gli avrebbero permesso di intraprendere la carriera di insegnante nella sua città natale, Huang Xianfan scelse di proseguire gli studi, iscrivendosi alla Scuola Normale di Nanning, dove studiò dal 1922 al 1926.
Successivamente, frequentò l'Università Normale di Pechino, dove studiò storiografia, filologia, linguistica, etnologia, archeologia, etnografia e pedagogia. Nel 1932 si laureò in storia presso l'Università Normale di Pechino, e tre anni dopo conseguì la laurea magistralein pedagogia presso l'istituto di ricerca della stessa università. Dopo essersi laureato con il massimo dei voti nel 1935, lasciò la Cina per il Giappone, entrando all'Università Imperiale di Tokyo (oggi Università di Tokyo) per studiare storia. Poco dopo ottenne una borsa di studio finanziata dal governo provinciale del Guangxi.Oltre alla storia cinese, i suoi studi si concentrarono sulle lingue e sulla storiografia straniere, in particolare sulla storia giapponese e sulla storia dell'Asia orientale.

### Carriera professionale
Nel 1937, lo scoppio della Seconda guerra sino-giapponese lo costrinse a rientrare nella sua città natale. Nello stesso anno iniziò a insegnare nella scuola media di Nanning. Poco dopo, insegnò storia e filologia nella facoltà di storia dell'Università di Guangxi. Nel 1939, fu assunto come docente presso il Dipartimento di Storia della stessa università e, nel gennaio del 1940, fu promosso a professore associato. L'anno successivo, fu nominato professore ordinario di storia presso la Facoltà di Lettere e Filosofia dell'Università di Zhongshan, diventando il primo professore universitario di etnia Zhuang.
Poi insegnò filologia presso il Collegio Normale di Guilin dal 1942 al 1943. Nel giugno 1943 tornò all'Università di Guangxi come professore di storia, e nel 1949 fu nominato anche curatore della biblioteca dell'ateneo. Fu professore di storia presso il Collegio Normale di Guangxi (oggi Università Normale di Guangxi) dal 1952 fino alla sua morte.

### Studi e attività accademica

#### Storiografia

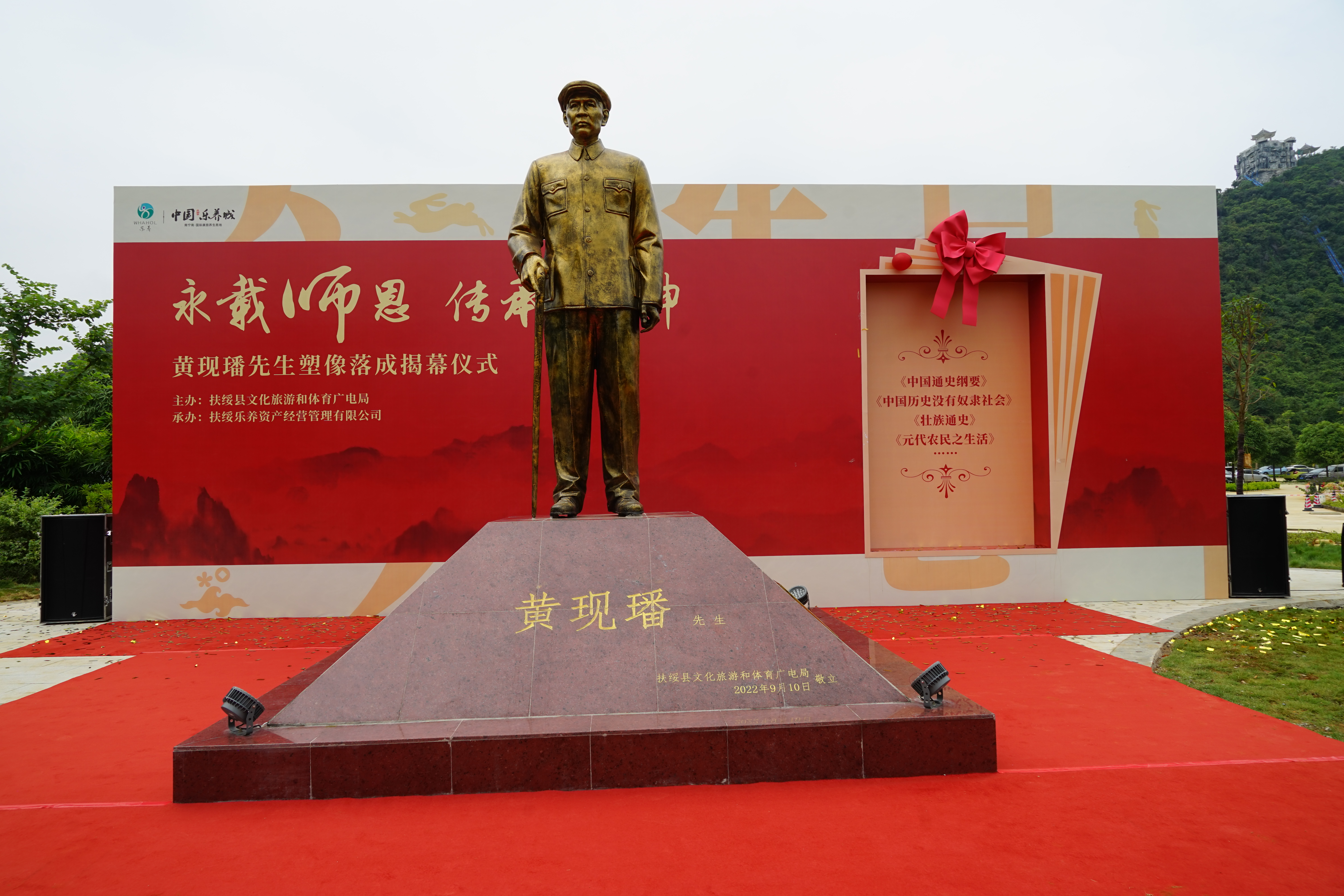
La statua in bronzo di Huang Xianfan è stata eretta nella sua città natale.

All'inizio del XX secolo, sotto l'influenza del movimento per l'introduzione dell'apprendimento occidentale in Oriente, gli storici cinesi iniziarono a mettere in discussione la storiografia tradizionale. Huang Xianfan, in linea con i tempi, concepiva questa «nuova storiografia», come un approccio che mirava a «utilizzare nuovi concetti», adottare nuovi metodi, trattare nuovi materiali, esplorare nuovi argomenti e risolvere nuovi problemi.In questo contesto, mentre le idee della New History School, proposte da Robinson negli Stati Uniti, si diffondevano in Cina, Huang Xianfan ne divenne un sostenitore e le integrò nelle sue ricerche storiche, mettendole in pratica e verificandole. Nel suo articolo intitolato Indagine e critica dei libri di testo di storia cinese per le scuole secondarie negli ultimi trent'anni,scrive: «Robinson disse: 'La storia è come un frutteto che ospita alberi diversi, ciascuno dei quali produce frutti dai sapori variegati'. I nostri storici cinesi, invece, sembrano voler piantare un unico albero, aspettandosi di raccogliere frutti dal sapore immutabile. Non c'è da stupirsi che una storiografia così antica non sia più in grado di competere con le sue controparti straniere. Le epoche e i bisogni umani cambiano. Gli antichi combattevano con lance e scudi, oggi si usano fucili e cannoni. È il segno del cambiamento dei tempi. La storia, come ogni altra disciplina, deve adattarsi alle esigenze della sua epoca e diventare un prodotto del suo tempo.
La Cina ha una storia millenaria e, durante questo lungo periodo, soprattutto dopo l'introduzione della cultura occidentale, tutti i sistemi e le istituzioni hanno subito trasformazioni, sia nella forma che nel contenuto. È compito degli storici descriverle con rigore e con una prospettiva evolutiva, per raggiungere la verità storica e soddisfare i bisogni del loro tempo. Tuttavia, molti storici cinesi restano prigionieri di concezioni ristrette e di un atteggiamento conservatore. Rari sono quelli che adottano questa nuova visione e la applicano. Ecco perché gran parte delle opere storiche contemporanee danno l'impressione di essere 'concepite in un vaso chiuso, senza alcun legame con la realtà'.»La sua visione della storia riecheggia la famosa affermazione dello storico italiano Benedetto Croce: «Tutta la storia è storia contemporanea».
Questa concezione innovativa della storia non si limitò solo alla teoria, ma influenzò profondamente anche la metodologia di ricerca di Huang Xianfan. Il suo approccio alla ricerca storica rappresenta un esempio concreto di come le nuove idee possano essere applicate nella pratica.Huang Xianfan compì significativi progressi e innovazioni nei metodi di ricerca accademica. Ispirandosi al «metodo della doppia evidenza" di Wang Guowei, sviluppò il suo «metodo della triplice evidenza". Questo nuovo approccio combinava tre tipi di fonti per lo studio della storia:
1.Materiali archeologici (inclusi manufatti e testi);
2.Documenti storici;
3.Materiali di ricerca etnologica (inclusi manufatti e fonti orali).
Attraverso l'uso integrato di queste tre fonti di evidenza, Huang Xianfan aprì nuove strade per la ricerca storica.
Questa innovativa metodologia di ricerca non rimase confinata alla teoria, ma fu ampiamente applicata nelle opere di Huang. La sua nuova visione storica e il suo approccio metodologico innovativo si riflettono, in diversa misura, in tutti i suoi scritti di storia, etnologia e folklore. Tale integrazione di teoria e pratica ha permesso a Huang di offrire prospettive fresche e approfondimenti originali in vari campi di studio.Le sue opere dimostrano come l'utilizzo di questo metodo possa condurre a una comprensione più ricca e sfaccettata della storia e della cultura. Ad esempio, nel suo libro Profilo della società Tang, Huang Xianfan propone il nuovo concetto storiografico di «osservare la storia dal basso verso l'alto». Questo metodo si concentra sulla storia della vita sociale, con particolare attenzione allo studio della classe lavoratrice. Questa prospettiva innovativa rompe con la tradizionale narrativa storica che si focalizzava esclusivamente sulla "visione verticale dall'alto verso il basso", incentrata su imperatori e generali. Al contrario, Huang Xianfan adotta un approccio «dal basso verso l'alto» o «rovesciato», dando voce alla classe operaia. Questo cambiamento di prospettiva non solo arricchisce la nostra comprensione della storia, ma offre anche una visione più inclusiva e democratica del passato.
Questa innovazione ricevette immediatamente un ampio riconoscimento nel campo della storia, tanto che la prima edizione si esaurì rapidamente dopo la pubblicazione e fu ristampata nel febbraio 1937. Profilo della società Tang è considerato il primo studio specialistico sulla storia sociale della dinastia Tang pubblicato nella Cina del XX secolo, inaugurando un nuovo tema di ricerca sulle classi lavoratrici inferiori nel paese.
Questa esplorazione accademica di Huang Xianfan non solo era all'avanguardia nella ricerca sulla storia sociale cinese all'inizio del XX secolo, ma risuonava anche con le tendenze accademiche internazionali. Rispetto alla «storia dal basso» (nota anche come «nuova storia degli Annales» o «storia sociale totale») sviluppata dai leader della prima generazione della «Scuola delle Annales» francese, come Lucien Febvre (1878-1956) e Marc Bloch (1886-1944), possiamo osservare che la "nuova storiografia dal basso" di Huang Xianfan si inseriva in sintonia con queste tendenze, mostrando affinità con l'approccio della Scuola delle Annales.
La ricerca di Huang Xianfan non solo ha aperto nuove strade allo studio della storia sociale cinese, ma i suoi profondi spunti hanno anche fornito importanti riferimenti per la successiva ricerca storica, in particolare per quanto riguarda la struttura sociale della dinastia Tang. Le sue opere accademiche sono ancora oggi tenute in grande considerazione dagli studiosi. Come ha sottolineato il professor Zhang Guogang, presidente della China Tang History Society: «Negli anni '30, nel campo della storia sociale, si vide uno sviluppo ricco di contenuti in senso lato, che, oltre alla vita sociale, includeva aspetti come le donne, il matrimonio, la famiglia, il clan e i sistemi sociali. Opere come Il sistema matrimoniale nella dinastia Tang di Dong di Dong Jiazun e La classe dei Paria nella dinastia Tang di Huang Xianfan sono rappresentative di quel periodo». Il professor Xiang Yang dell'Accademia Cinese delle Arti ha affermato: «Lo studio della storia musicale della dinastia Tang, condotto dal giapponese Shigeo Kishibe, rappresenta un esempio di analisi basata sulle istituzioni. Dalle sue citazioni e dalla bibliografia si evince che Profilo della società Tang di Huang Xianfan, con la sua analisi del sistema sociale, costituisce la base per la sua indagine sulla storia musicale della dinastia Tang. Il suo metodo di ricerca, le sue tesi e le prove da lui addotte hanno fornito notevoli spunti agli studiosi successivi» .
Oltre ai suoi studi sulla società Tang, Huang Xianfan si dedicò con grande attenzione ai movimenti sociali in vari periodi della storia cinese, ottenendo risultati accademici altrettanto pionieristici. La sua opera storica Il Movimento di Salvezza Nazionale degli Studenti dell'Accademia Imperiale della Dinastia Song è il primo studio moderno sui movimenti studenteschi in Cina e ha inaugurato la ricerca sulla storia dei movimenti giovanili cinesi. Il libro fu pubblicato per la prima volta dalla Commercial Press nel 1936 e da allora è stato costantemente apprezzato dagli studiosi di storia. Quando il celebre studioso taiwanese Li Ao era a capo della Libreria Wenxing di Taipei, ripubblicò Il Movimento di Salvezza Nazionale degli Studenti dell'Accademia Imperiale della Dinastia Song nel 1956 e nel 1965, includendolo nella collana 100 classici accademici del mondo moderno e contemporaneo insieme a opere come Novum Organum di Bacone, I problemi della filosofia di Russell, La ricostruzione filosofica di Dewey (tradotta da Hu Shi e altri), 
Il dovere dell'uomo di Fichte, Le storie della Bibbia di Van Loon, La nuova storia di Robinson, Diario di Napoleone, Autobiografia di Gandhi, 
Il confucianesimo e le correnti di pensiero moderne di Unokichi Hattori, Discussione sulla dinastia Song di Wang Fuzhi, Storia del teatro Song e Yuan di Wang Guowei e Note su Wenxin Diaolong di Huang Kan.

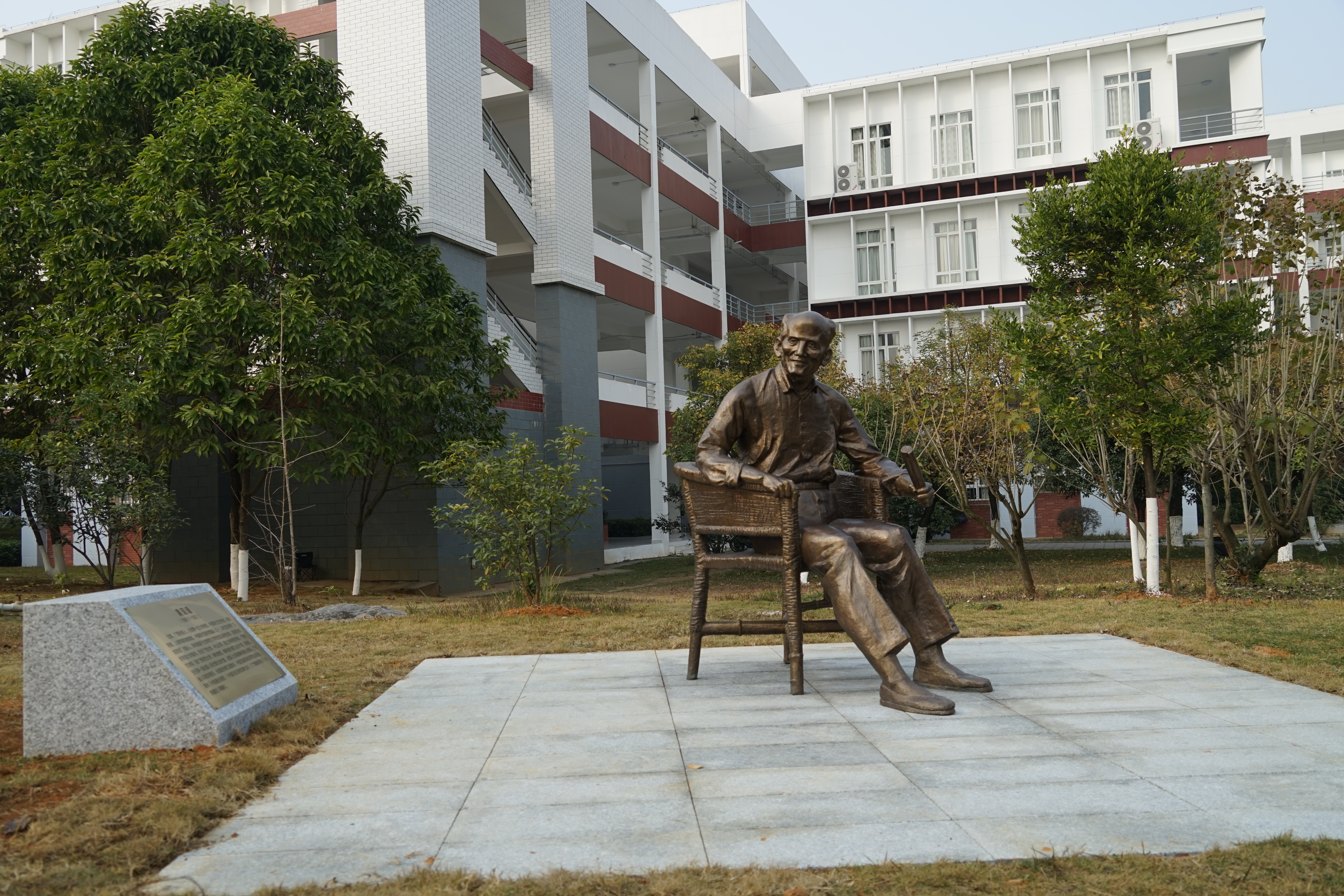
In commemorazione del 124º anniversario della nascita del Professor Huang Xianfan, la sua statua in bronzo è stata inaugurata nel 2023 di fronte all'edificio didattico integrato del campus Yanshan dell'Università Normale del Guangxi.

La ristampa de Il Movimento di Salvezza Nazionale degli Studenti dell'Accademia Imperiale della Dinastia Song conferma pienamente il suo valore e ha attirato l'attenzione del mondo accademico. Il professor Yu Yungu della Shanghai Normal University ha commentato: «Oggi, alcuni classici accademici del periodo repubblicano sono stati riscoperti e riportati alla luce. Questo fenomeno riflette la mancanza di originalità nell'attuale mondo accademico frenetico, tanto che i lettori e gli editori sono costretti a rivolgersi a lavori di archeologia accademica. Invece di consumare i pochi frutti accademici di alcuni contemporanei, è meglio gustare i frutti del duro lavoro dei predecessori. La Collana di studi accademici del periodo repubblicano, pubblicata dal Jilin Publishing Group, contiene diversi libri degni di lettura, tra cui Il Movimento di Salvezza Nazionale degli Studenti dell'Accademia Imperiale della Dinastia Song.In qualità di studioso Zhuang, l'ampiezza degli interessi accademici di Huang Xianfan è sorprendente: spaziano dalla storia antica cinese alle varie epoche successive, fino alla storia moderna e contemporanea della Cina, coprendo storia politica, economica, culturale, sociale, etnica, di frontiera e rivoluzionaria. Nel corso della sua vita, ha scritto una ventina di opere, tra cui storie generali, storie di singole dinastie, storie specialistiche e biografie. La ristampa di questo libro consentirà agli studiosi di storia della dinastia Song e di storia dei movimenti studenteschi di riallacciare i fili di una tradizione accademica quasi perduta, e l'opera è riconosciuta come pionieristica nello studio della storia dei movimenti studenteschi cinesi del XX secolo».

#### Etnologia e antropologia
Huang Xianfan si distinse per diverse peculiarità nel suo approccio allo studio dell'etnologia e dell'antropologia: in primo luogo, attribuiva un'importanza fondamentale al ricerca sul campo, avviando le sue prime ricerche nell'agosto del 1943. In quell'occasione organizzò la «Squadra di Indagine della Regione di Confine Guizhou-Guangxi» , per studiare le remote aree abitate da minoranze etniche nella Cina meridionale. Questi gruppi etnici, custodi di tradizioni millenarie, avevano preservato usanze e lingue proprie. Le spedizioni li condussero nelle località di Sanjiang, Longsheng e Yining (oggi Jingxi) nel Guangxi, dove si dedicarono a un'approfondita ricerca sul popolo Yao e Dong.
Nel 1945, Huang Xianfan organizzò il «Gruppo di Indagine sui Cittadini di Confine del Guizhou Meridionale» , conducendo ricerche nelle aree abitate da Zhuang, Dong, Miao, Shui e Yao nella contea di Rongjiang, nella provincia del Guizhou, prestando particolare attenzione alla cultura, alla vita quotidiana, alle usanze e al sistema matrimoniale del popolo Miao. Queste vaste ricerche sul campo costituirono il fondamento per la pubblicazione di importanti opere come Appunti sull'Educazione dei Cittadini di Confine Guizhou-Guangxi e Democrazia nell'Organizzazione Sociale dei Cittadini di Confine Guizhou-Guangxi,. Questi scritti non si limitarono a documentare in dettaglio i risultati delle sue ricerche, ma divennero testi di grande influenza, fornendo un prezioso contributo metodologico per le successive ricerche antropologiche ed etnologiche nelle regioni di confine della Cina.
Nel giugno del 1951, Huang Xianfan si unì al Gruppo di Lavoro sulle Nazionalità Centrali guidato da Fei Xiaotong, assumendo il ruolo di vicecapogruppo della sezione del Guangxi e conducendo ricerche e visite nelle aree abitate da minoranze etniche nella regione. Nella primavera del 1952, guidò i suoi studenti in spedizioni sul campo a Du'an, Donglan, Nandan e altre località. Nell'estate dello stesso anno, si recò a Fusui, Chongzuo, Debao e Jingxi per ulteriori ricerche sul campo.Queste spedizioni avevano un duplice obiettivo: approfondire la conoscenza della storia e della vita contemporanea dei popoli Yao e Zhuang, e raccogliere un'ampia gamma di reperti storici e documenti d'archivio. Questi ultimi, conservati principalmente dai capi tribù e dagli anziani delle comunità, riguardavano eventi storici significativi come la rivolta di Nóng Zhìgāo e i movimenti anti-Qing guidati da Wu Lingyun e suo figlio.Sulla base di queste ricerche, Huang Xianfan scrisse l'articolo Una panoramica della distribuzione degli Zhuang nel Guixi occidentale e le basi storiche e politiche per la creazione di una Regione Autonoma Zhuang nel Guixi occidentale. Questo documento fornì importanti fondamenti storici e politici per l'approvazione finale della creazione della Regione Autonoma Zhuang del Guixi nel dicembre 1952.
Tra il 1954 e il 1957, Huang Xianfan contribuì alla creazione del Gruppo di Indagine sulla Storia Sociale delle Nazionalità del Guangxi. Come vice capogruppo e capo del gruppo Zhuang, guidò il lavoro accademico del gruppo. Sotto la sua direzione, fu condotta la più ampia e approfondita indagine mai realizzata sulla storia e la cultura dei diversi gruppi etnici del Guangxi. I ricercatori raccolsero una grande quantità di materiale prezioso, gettando le basi per ulteriori studi sulla società, la storia e la cultura Zhuang. Questa ricerca fu di fondamentale importanza per il processo nazionale di identificazione etnica, che portò infine al riconoscimento da parte del Consiglio di Stato dello Zhuang come uno dei 56 gruppi etnici della Cina. e fornì anche il supporto teorico per la creazione della Regione Autonoma Zhuang del Guangxi. Tra il 1978 e il 1982, Huang Xianfan percorse le montagne e i fiumi della Regione Autonoma Zhuang del Guangxi. Dai villaggi di confine di Longzhou e Pingxiang, ai centri rivoluzionari di Baise e Tianyang, fino a Bama, famosa per la longevità dei suoi abitanti, le sue orme si diffusero tra i principali insediamenti Zhuang e di altre minoranze nel sud-ovest e nell'ovest del Guangxi.
L'impegno di Huang Xianfan nell'effettuare personalmente ricerche sul campo, raccogliendo dati di prima mano, evidenzia un approccio all'antropologia basato sull'osservazione diretta e sulla raccolta di informazioni sul campo. Questo metodo, che privilegia il contatto diretto con le comunità e la raccolta di dati empirici, richiama fortemente lo spirito pratico della scuola funzionalista, rappresentata in modo esemplare da Bronisław Malinowski. Come Malinowski, che rivoluzionò gli studi antropologici con le sue pionieristiche ricerche sul campo nelle Isole Trobriand, anche Huang Xianfan riconobbe l'importanza cruciale di immergersi nella realtà sociale e culturale che si desidera studiare. I suoi studi gli permisero di entrare in contatto diretto con le popolazioni locali, di comprenderne la lingua, le usanze e i sistemi di valori, e di raccogliere un'enorme mole di informazioni di inestimabile valore storico e culturale. In questo senso, l'approccio di Huang Xianfan può essere considerato un esempio di antropologia «dal basso», che si costruisce a partire dalla vita quotidiana delle persone e che attribuisce grande valore alla voce di coloro che, spesso, rimangono ai margini delle narrazioni ufficiali.
Fu proprio immergendosi nel lavoro sul campo e stabilendo stretti legami con la popolazione locale, che Huang Xianfan divenne consapevole dell'importanza cruciale della storia orale per gli studi etnici. Riconobbe che, per molti gruppi etnici privi di scrittura o con una tradizione scritta poco sviluppata, la storia orale rappresentava un mezzo fondamentale, se non l'unico, per tramandare la propria storia e cultura, nonché la memoria collettiva. Per raccogliere queste preziose testimonianze orali, Huang Xianfan dimostrò grande entusiasmo e pazienza. Adottando un approccio di ricerca basato sul «chiedere a chiunque» e sul «non vergognarsi di fare domande», si impegnò attivamente a dialogare con anziani, capi tribù, artisti locali e persone di ogni estrazione sociale, ascoltando attentamente i loro racconti e trascrivendo storie, leggende, canzoni e proverbi tramandati di generazione in generazione. Grazie a questo lavoro certosino, raccolse una vasta mole di appunti e interviste, cercando di ricostruire un'immagine il più possibile fedele del passato.Allo stesso tempo, da studioso rigoroso, Huang Xianfan sottolineava la necessità di un'analisi critica delle fonti orali, distinguendo tra realtà e finzione, ed eliminando potenziali distorsioni ed errori, al fine di garantire la scientificità e l'oggettività della sua ricerca. Questa attenzione per la storia orale, unita al suo metodo rigoroso, si sposava perfettamente con le idee di altri contemporanei, che promuovevano attivamente la storia orale, come Allan Nevins, e avrebbe poi rappresentato un modello esemplare per le successive ricerche in campo etnologico e antropologico.
Il lavoro sul campo così ravvicinato non solo permise a Huang Xianfan di comprendere appieno il valore della storia orale, ma lo portò anche a maturare una profonda consapevolezza dell'importanza del linguaggio negli studi etnici. Era convinto che la lingua non fosse semplicemente uno strumento di comunicazione, bensì un veicolo che incarnava la storia, la cultura, la mentalità e la struttura sociale di un popolo. Per comprendere a fondo un gruppo etnico, sosteneva, fosse quindi essenziale studiarne e padroneggiarne la lingua. Solo in questo modo sarebbe stato possibile interpretare correttamente le loro espressioni culturali, come la storia orale, i miti, le leggende, i racconti popolari e i rituali religiosi, e penetrare nel loro universo spirituale. Huang Xianfan parlava correntemente diverse lingue minoritarie, tra cui lo Zhuang, lo Yao e il Dong, il che si rivelò estremamente utile per condurre ricerche sul campo, raccogliere testimonianze orali e comprendere le culture locali. Incoraggiava sempre i suoi studenti a imparare le lingue delle minoranze, ritenendolo un aspetto fondamentale della ricerca etnografica e un segno di rispetto nei confronti dei soggetti studiati. Questo punto di vista coincideva con quello di antropologi culturali come Franz Boas, che sottolineava l'importanza del linguaggio negli studi di relativismo culturale e sosteneva che ogni lingua offrisse una prospettiva unica sul mondo.

#### Origine della prima corrente di studi sulle minoranze etniche in Cina
Fu proprio nel corso dei suoi lunghi anni di lavoro sul campo e nell'insegnamento che Huang Xianfan sviluppò gradualmente il suo pensiero accademico e il suo metodo di ricerca unici, formando, al contempo, diverse generazioni di esperti di studi etnici. Negli anni '50, si formò un gruppo accademico che faceva capo a Huang Xianfan. Composto principalmente da studiosi del Guangxi, questo gruppo si dedicava con passione allo studio della storia e della cultura Zhuang, condividendo i principi di uguaglianza etnica, rigore scientifico e opposizione al nazionalismo sciovinista promossi da Huang. Questo gruppo sarebbe poi diventato noto come la «Scuola Bagui», la prima scuola di studi sulle minoranze etniche in Cina. Con i suoi distintivi approcci accademici e metodologici, la Scuola Bagui diede un contributo fondamentale allo sviluppo degli studi etnici cinesi, la cui influenza è tuttora percepibile.

### Attività pubblica

#### Gli anni quaranta
Durante il regime autoritario del Kuomintang, Huang Xianfan fu considerato un intellettuale di sinistra antigovernativo a causa delle sue idee progressiste. Nonostante le difficili circostanze, continuò a occuparsi delle questioni sociali, in particolare delle difficoltà delle minoranze etniche. All'inizio di aprile del 1945, Huang Xianfan guidò un gruppo di studenti dell'Università Guangxi in una ricerca sociale nella zona di Dayou, nella contea di Rongjiang, abitata dai Miao. Gli studenti furono testimoni diretti delle condizioni di estrema povertà in cui vivevano queste comunità e ne furono profondamente colpiti. Tornati all'università, pubblicarono sulla bacheca murale del campus una serie di vignette che esprimevano la loro solidarietà con le minoranze etniche. Questo gesto provocò una severa ammonizione da parte della sezione locale del Kuomintang di Rongjiang. Appresa la notizia, Huang Xianfan si indignò profondamente.Il 9 maggio dello stesso anno, l'associazione studentesca invitò Huang Xianfan a tenere un discorso pubblico nell'auditorium del Kuomintang locale di Rongjiang. Nel suo intervento, criticò aspramente le politiche oppressive del Kuomintang nei confronti delle minoranze etniche e denunciò i crimini commessi dal governo del Guizhou contro di loro. I funzionari del partito locale, ritenendo il discorso troppo aggressivo, interruppero per ben due volte salendo sul palco nel tentativo di fermarlo, ma Huang Xianfan, imperterrito, proseguì la sua orazione. Si narra che in seguito i responsabili del partito locale si siano riuniti con i funzionari della contea per pianificare l'arresto di Huang Xianfan. Tuttavia, il piano fu abbandonato per il timore che l'arresto di un professore dalle idee progressiste durante la guerra di resistenza potesse scatenare un'ondata di proteste e per la riluttanza del capo della contea ad assumersi la responsabilità dell'arresto.La lotta di Huang Xianfan contro le ingiustizie sociali proseguì senza sosta. Nel giugno del 1947, su invito degli studenti, partecipò alla grande manifestazione del 2 giugno «contro la fame e la guerra civile», organizzata da studenti e professori dell'Università di Guangxi. Tuttavia, l'8 luglio, la polizia militare del Kuomintang circondò l'università all'alba e arrestò sette studenti e docenti della Facoltà di Agraria. Il consiglio studentesco avviò immediatamente un'azione per la loro liberazione e chiese a Huang Xianfan di intervenire a loro sostegno. Huang Xianfan condannò duramente la brutalità della polizia militare, chiedendo l'immediato rilascio degli arrestati e minacciando di guidare una protesta studentesca in caso contrario. Sotto pressione, le autorità rilasciarono infine gli arrestati il 30 aprile 1948.

#### Gli anni Cinquanta
Con il passare del tempo, l'influenza sociale di Huang Xianfan crebbe ulteriormente. Dopo la fondazione della Repubblica Popolare Cinese, in qualità di noto professore del Guangxi, ricevette grande considerazione dal nuovo governo. Fu nominato membro del governo popolare della Regione Autonoma Zhuang del Guixi, membro del comitato popolare provinciale del Guangxi e ricoprì diversi ruoli di rilievo nel governo regionale. Grazie alla sua competenza negli studi sulle minoranze etniche, partecipò ai lavori della delegazione centrale per le visite alle comunità minoritarie.Nel frattempo, l'influenza di Huang Xianfan si estese oltre i confini del Guangxi: fu eletto nel Consiglio dell'Associazione Cinese per i Contatti Culturali con l'Estero (oggi Associazione del Popolo Cinese per l'Amicizia con i Paesi Stranieri), deputato all'Assemblea Nazionale del Popolo e prestò servizio presso la Commissione per le Nazionalità e la Commissione per i Contatti Culturali con l'Estero. Partecipò attivamente agli affari delle minoranze etniche e agli scambi culturali con l'estero a livello nazionale.

Tuttavia, mentre l'influenza di Huang Xianfan in vari settori della società cresceva, nella primavera del 1957 il governo centrale lanciò la Campagna dei Cento Fiori, incoraggiando i non iscritti al Partito a criticare i problemi interni, promettendo di affrontarli seriamente. Questa notizia entusiasmò gli intellettuali, che presentarono numerose proposte e suggerimenti. Anche Huang Xianfan partecipò attivamente, esprimendo il suo punto di vista. Fedele al suo motto «Meglio essere diretti e franchi piuttosto che adeguarsi», nei suoi interventi dichiarò apertamente:«Il Partito non dovrebbe interferire con il mondo accademico, la politica e gli affari di partito non dovrebbero interferire con le questioni scolastiche e accademiche» .
Questa posizione rappresentava un principio a cui era sempre rimasto fedele. Per tutta la vita aveva difeso la libertà accademica, condannando ripetutamente l'ingerenza della politica nel mondo accademico e opponendosi al controllo politico o ideologico sulla ricerca accademica. La sua franchezza attirò molta attenzione all'inizio della Campagna dei Cento Fiori. Tuttavia, quella che inizialmente mirava a risolvere i problemi attraverso un dialogo aperto si trasformò presto in una campagna anti-destra, in cui le parole degli intellettuali vennero distorte e interpretate come «attacchi al Partito». L'improvviso cambiamento di rotta della Campagna dei Cento Fiori portò a un enorme caos, con circa 550.000 intellettuali etichettati come di «destra», inclusi il famoso antropologo Fei Xiaotong e Zhu Rongji, che in seguito sarebbe diventato Primo Ministro del Consiglio di Stato.
Un intellettuale come Huang Xianfan non poté naturalmente evitare questa calamità. Fu oggetto di dure critiche e gli vennero mosse accuse di ogni tipo, sulla base di pretesti infondati. Lo accusarono di «incitare alla discordia tra le etnie», di opporsi alla politica centralizzata di«acquisto e vendita unificati» e gli vennero persino attribuiti crimini inesistenti. Di fronte a queste accuse infondate, Huang Xianfan provò un profondo risentimento. Affermò senza esitazione: «Alcune delle frasi per cui mi criticate, non le ha dette anche Mao Zedong? Se lui può dirle, perché non posso dirle io?». Queste parole fecero infuriare i suoi accusatori, che risposero con rabbia: «Che audacia! Come osi paragonarti al Presidente Mao? Questo aggrava ulteriormente la tua colpa!».
Huang Xianfan, consapevole del disastro imminente e incapace di opporsi, nel corso della «Campagna di Rettifica» finse di accettare le critiche. Tuttavia, in cuor suo, non si rassegnava, convinto di aver semplicemente adempiuto al suo dovere di deputato all'Assemblea Nazionale del Popolo, presentando proposte ragionevoli. Ciononostante, non lo lasciarono in pace; anzi, lo incalzarono, bollandolo come «il più grande elemento di destra nel campo della storiografia Zhuang e cinese».
La campagna culminò il 1° febbraio 1958. La quinta sessione della prima Assemblea Nazionale del Popolo approvò una risoluzione che prevedeva la revoca delle cariche di Huang Xianfan, Fei Xiaotong e Ou Baichuan come membri della Commissione per le Nazionalità dell'Assemblea Nazionale del Popolo. Dai livelli centrali a quelli locali, tutti i suoi nove incarichi furono revocati, mantenendo unicamente la carica di membro della Conferenza politica consultiva del popolo cinese del Guangxi, quasi come a voler preservare un minimo della sua dignità.
Il caso di Huang Xianfan non fu isolato. Durante la campagna anti-destra, gli intellettuali furono vittime di varie forme di persecuzione, dalle critiche interne ai lavori forzati, lasciando un segno indelebile nella mente e nell'animo di quella generazione di studiosi. L'esperienza di Huang Xianfan è un simbolo emblematico delle difficoltà affrontate dagli intellettuali cinesi del XX secolo nelle turbolenze politiche. Durante il governo del Kuomintang, fu etichettato come «elemento di sinistra antigovernativo» per le sue critiche al governo; dopo la fondazione della Nuova Cina, spinto dalla sua coscienza, criticò alcune politiche governative, fino a essere bollato come «elemento di destra».L'esperienza di Huang Xianfan dimostra come, nel clima politico di allora, qualsiasi intellettuale che esprimesse un'opinione divergente fosse soggetto a severe repressioni. Le etichette di "sinistra" o "destra" non avevano in realtà una definizione precisa in senso occidentale, ma venivano usate arbitrariamente dal potere per bollare chiunque criticasse il governo. Se si voleva colpire qualcuno, un pretesto si trovava sempre.Anche dopo la fine della Campagna contro i Destri, Huang Xianfan e la sua famiglia continuarono a subire persecuzioni politiche, con gravi ripercussioni sulla loro vita e sulla sua carriera accademica. Gli fu impedito di svolgere regolarmente le sue ricerche e la pubblicazione dei suoi libri venne rigidamente limitata; anche la sua famiglia fu pesantemente colpita: i figli incontrarono difficoltà ad accedere all'istruzione e la famiglia si trovò di fronte a continui ostacoli per il proprio sostentamento. Nonostante la riabilitazione formale ottenuta nel 1961, la sua situazione non migliorò sostanzialmente. Si trattò di una riabilitazione solo sulla carta, che non restituì a Huang Xianfan né il suo onore né la sua posizione sociale: continuò ad essere considerato un «destrista riabilitato», oggetto di discriminazione ed emarginazione.
L'ombra della Campagna contro i Destri continuò ad incombere a lungo su di lui e sulla sua famiglia, senza mai dissolversi completamente. Ma la tragedia più grande doveva ancora arrivare. Nel 1966, con lo scoppio della Rivoluzione Culturale, Huang Xianfan fu nuovamente travolto dal vortice della politica. Fu bollato come «grande destro riabilitato» e «autorità accademica reazionaria borghese», diventando bersaglio di tutti, definito «erba velenosa del mondo accademico». In questa campagna che travolse l'intera nazione, Huang Xianfan subì persecuzioni di estrema crudeltà. Fu ripetutamente trascinato in pubblico per essere criticato e umiliato, e la sua casa venne perquisita e messa a soqquadro. Successivamente, fu confinato agli arresti domiciliari, con rigide restrizioni alla sua libertà di movimento, e la sua vita precipitò in una situazione ancora più disperata. Questa serie di campagne politiche non solo lo colpì duramente, ma rivelò anche l'impotenza e le sofferenze degli intellettuali di quell'epoca, in balia delle tempeste politiche.
Eppure, nonostante le difficilissime circostanze, Huang Xianfan non abbandonò mai la sua ricerca intellettuale. Durante il periodo in cui fu isolato e sottoposto a esame politico, oltre a dover affrontare i tediosi controlli politici (Vive e mangia a scuola, ma non può tornare a casa e ha bisogno che i suoi familiari gli portino il cibo ogni giorno.) e a partecipare agli obbligatori studi politici, trascorreva gran parte del suo tempo confinato in casa. Sebbene questa situazione fosse praticamente equivalente agli arresti domiciliari, sorprendentemente, questo periodo si trasformò in un'opportunità: poté dedicarsi con impegno ai suoi studi, un evento fortunato nato da una situazione avversa.In questi giorni apparentemente bui, Huang Xianfan ebbe l'opportunità di riorganizzare il prezioso materiale raccolto durante le sue precedenti ricerche sul campo, gettando le basi per la stesura di diverse opere importanti. Nonostante le difficoltà economiche, continuò a scrivere instancabilmente, dedicandosi ogni giorno alla ricerca accademica e iniziando manoscritti come «Storia Generale del Popolo Zhuang», «Saggio sulla costruzione della ‘Scienza della Vita Cinese'» e «Non c'è stata una società schiavista nella storia cinese». Queste opere non solo dimostrano la sua profonda comprensione della cultura Zhuang, ma riflettono anche il suo pensiero originale sulle questioni relative alla storia e allo sviluppo sociale della Cina. Sebbene, a causa del clima politico dell'epoca, queste opere non potessero essere pubblicate, esse rappresentarono per Huang Xianfan un'importante riserva di energie per il suo futuro ritorno nel mondo accademico e costituiscono una vivida testimonianza della sua perseveranza nel difendere le proprie convinzioni e la libertà accademica, nonostante le condizioni avverse.

#### Gli anni Settanta
Solo nel 1979, con le riforme e l'apertura promosse da Deng Xiaoping, il panorama politico e sociale cinese subì un radicale cambiamento, e Huang Xianfan ottenne finalmente una vera riabilitazione, con la completa revoca di tutte le false accuse a suo carico. Questo non solo segnò una svolta decisiva nel suo destino, ma rappresentò anche un nuovo inizio per il suo impegno nella ricerca accademica.Animato da questo spirito, tornò attivo con nuovo vigore, conseguendo importanti risultati non solo nel mondo accademico, ma anche in ambito politico. Venne eletto membro della Quinta Conferenza Politica Consultiva del Popolo Cinese, un onore che rappresentò non solo il pieno riconoscimento del suo valore personale, ma anche la rinnovata considerazione del Paese per il ruolo degli intellettuali.In questo periodo, Huang Xianfan si dedicò attivamente a numerose attività accademiche, diventando uno dei membri fondatori della Società di Etnologia Cinese e partecipando attivamente alla creazione di altre organizzazioni accademiche. Svolse un ruolo di rilievo in diverse associazioni, tra cui la Società Cinese per la Ricerca sulla Storia dei Baiyue, la Società per la Ricerca sui Tamburi di Bronzo Antichi, la Società Cinese per le Minoranze Etniche del Sud, la Società di Etnologia del Guangxi e la Società di Storia del Guangxi, lasciando un segno profondo.
È ancora più encomiabile il fatto che Huang Xianfan non si limitò a dedicarsi alla propria carriera accademica, ma non dimenticò mai di lottare per la giustizia di coloro che avevano subito ingiustizie. Appena veniva a conoscenza di un torto, utilizzava la propria fama e il proprio peso per intervenire, impegnandosi a ottenere giustizia per le vittime.Un esempio lampante è quello di uno studente del dipartimento di fisica dell'Università Normale del Guangxi, ingiustamente accusato durante la Campagna contro i Destri, condannato inizialmente alla pena di morte con sospensione dell'esecuzione, poi commutata in ergastolo. Trascorse ben 23 anni in carcere. Huang Xianfan rimase profondamente scosso da questa vicenda e, per anni, si adoperò senza sosta per ottenere la revisione del caso. Finalmente, nell'agosto del 1981, lo studente venne scagionato e poté tornare a lavorare presso il dipartimento di fisica dell'Università Normale del Guangxi.

### Ultimi anni
Nel suo studio, Huang Xianfan aveva appeso un distico scritto da un calligrafo: «Il vecchio bue non teme il tramonto, non ha bisogno della frusta per darsi da fare», un monito costante a perseverare nei propri sforzi. Animato da questo spirito, tornò attivo con nuovo vigore.

### Morte
Dopo una vita interamente dedicata alla ricerca accademica e all'impegno sociale, Huang Xianfan sembrava finalmente pronto a riposare. Purtroppo, il destino decise diversamente: non ebbe nemmeno il tempo di godersi una serena vecchiaia. Il 18 gennaio 1982, morì per un'emorragia cerebrale presso l'Ospedale Affiliato dell'Istituto di Medicina di Guilin, all'età di ottantaquattro anni. L'Università Normale del Guangxi (oggi Università Normale del Guangxi) gli tributò una commovente cerimonia commemorativa. Per onorare il suo straordinario contributo alla società e alla ricerca, il governo della Regione Autonoma Zhuang del Guangxi decise di seppellire le sue ceneri nella sala principale del Cimitero dei Martiri. Il celebre storico e antropologo trovava così la sua ultima dimora, in un luogo che rappresentava il più alto tributo alla sua memoria.

## Famiglia
Huang e sua moglie Liu Lihua hanno avuto 7 figli: Gan Jinshan, scrittore, Gan Wenhao, letterato, Gan Wenjie, letterato,  Huang Xiaoling, professoressa universitaria, Huang Wenfei, insegnante di scuola superiore, Huang Wenkuei, redattore capo della casa editrice Lijiang e Huang Wenbin, contabile.

## Commemorazioni
- Il 13 novembre 1998, il Liceo di Guilin ha istituito la "Borsa di studio Huang Xianfan", che viene assegnata ogni anno, a partire da quella data, nel giorno del compleanno di Huang Xianfan.[45]
- Nel novembre 1999, il Guangxi Teachers College ha organizzato un simposio per commemorare il centenario della nascita di Huang Xianfan, durante il quale sono stati istituiti la «Borsa di studio Huang Xianfan per studenti eccellenti appartenenti a minoranze» e il «Fondo Huang Xianfan per atti di coraggio civile». Dopo il simposio, gli interventi dei delegati e gli articoli commemorativi scritti da amici di Huang Xianfan sono stati raccolti e pubblicati nel volume Raccolta di scritti in commemorazione del centenario della nascita del professor Huang Xianfan. Per celebrare i suoi contributi accademici, è stata inoltre pubblicata una selezione dei suoi articoli accademici intitolata Prima esplorazione dell'interpretazione dei libri antichi - Selezione di articoli accademici di Huang Xianfan.[46]
- Il 13 novembre 2003, l'Università Normale del Guangxi ha istituito il «Fondo per le Pubblicazioni Huang Xianfan».
- Il 21 agosto 2017, la casa natale di Huang Xianfan è stata dichiarata patrimonio culturale protetto della contea di Fusui.[47]
- Nel 2018, nel parco Nanhu di Nanning, Guangxi, è stato costruito un viale commemorativo dedicato a personaggi illustri, sul cui pavimento è incisa una breve biografia di Huang Xianfan.
- Negli ultimi anni, le commemorazioni del Professor Huang Xianfan sono aumentate: il 10 settembre 2022, in concomitanza con la Festa degli Insegnanti e la Festa di Metà Autunno, l'Ufficio Cultura e Sport della Contea di Fusui ha tenuto una solenne cerimonia di inaugurazione della statua in bronzo del Professor Huang Xianfan nella sua città natale.[48]
- Nel novembre 2023, l'Università Normale del Guangxi ha eretto una statua in bronzo del professor Huang Xianfan di fronte all'edificio didattico principale del campus di Yanshan per commemorare il 124º anniversario della sua nascita, con una cerimonia solenne.[49]